# Перродон, Марк
Марк Мари Жан Перродон (фр. Marc Marie Jean Perrodon, 31 августа 1878 — 22 февраля 1939) — французский военный, фехтовальщик-саблист и стрелок, призёр Олимпийских игр и чемпионата мира.

## Биография
Родился в 1878 году в Вандоме, окончил военную академию в Сен-Сире, служил в кавалерии. В 1908 году принял участие в Олимпийских играх в Лондоне, где французская команда саблистов заняла 4-е место. В 1912 году стал чемпионом Франции, в 1914 году вновь завоевал этот титул. В 1920 году стал серебряным призёром Олимпийских игр в Антверпене. В 1922 году опять стал чемпионом Франции. В 1923 году завоевал серебряную медаль Международного первенства в Гааге (в 1937 году это первенство было задним числом признано чемпионатом мира). В 1924 году опять стал чемпионом Франции, но на Олимпийских игр в Париже не смог завоевать медалей. В 1928 году на Олимпийских игр в Амстердаме присутствовал уже в качестве судьи.